# MaNga (album)
maNga jest to pierwszy album tureckiego zespołu rapcoreowego maNga,wydany w grudniu 2004 roku przez wytwórnię Sony Music/GRGDN.

## Lista utworów
1. Açılış (Intro) – 1:18
2. Kapkaç (Robbery) – 2:51
3. Bitti Rüya (The dream is over) – 3:59
4. Bir Kadın Çizeceksin (You'll draw a woman) – 3:59
5. Kal Yanımda (Stay beside me) – 3:45
6. Yalan (Lie) – 5:27
7. Libido (Libido) – 3:02
8. İz Bırakanlar Unutulmaz (Those making deep impression aren't forgotten) – 4:10
9. Sakın Bana Söyleme (Don't say it to me) – 4:39
10. Dursun Zaman (Time should stop) – 4:50
11. Mangara – 2:27
12. İtildik (Thrown away) – 3:25
13. Yalan 2 (Lie 2) – 3:57
14. Kapanış (Closing) – 1:07